# Stenocereus thurberi
Stenocereus thurberi (Engelm.) Buxb. 1961 (noto come cactus a canne d'organo) è una pianta succulenta della famiglia delle Cactacee.

## Descrizione

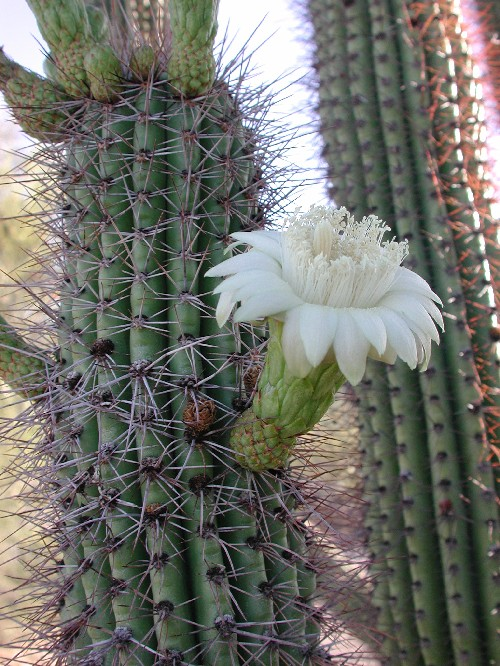
Fiore

S. thuberi è una cactacea dal fusto colonnare, ramificante appena sotto la base di color verde slavato. Presenta numerose coste, areole brune e dalle 5 alle 8 spine, dritte e sporgenti, di color nero.
In prossimità del suo apice, durante il periodo vegetativo (da aprile a giugno), possono sbocciare fiori dai colori sgargianti, rossi o viola, solitamente impollinati dai pipistrelli, seguiti dai frutti, rossi e dal sapore dell'anguria, grandi come una pallina da tennis.

## Distribuzione e habitat
Questa specie è diffusa in Arizona e nel Messico settentrionale.

## Usi
La loro polpa, racchiusa da un guscio di spine, oltre che fornire cibo alla comunità degli indiani Seri (che chiama il cactus ool) è da questi utilizzato anche come medicina naturale. Sebbene possa raggiungere fino ai 4 metri di altezza, è una pianta dal ciclo vitale molto lento, tanto che per raggiungere la piena maturità può impiegare, in media, fino a 150 anni.